# Viksbacka
Viksbacka (fi. Viikinmäki) är en stadsdel i Ladugårdens distrikt i Helsingfors stad. 
Viksbacka ligger avskiljt från övriga Vik på grund av Lahtisleden som löper längs med den södra gränsen i Viksbacka. Som namnet anger ligger Viksbacka högt uppe och man har en bra utsikt från de högsta punkterna. Man håller på att bygga ut bostadskvarteren i Viksbacka och en del kvarter är redan klara. I Viksbacka finns också Helsingfors vattenreningsverk i underjordiska grottor där man behandlar avfallsvatten från hundratalstusen invånare. 

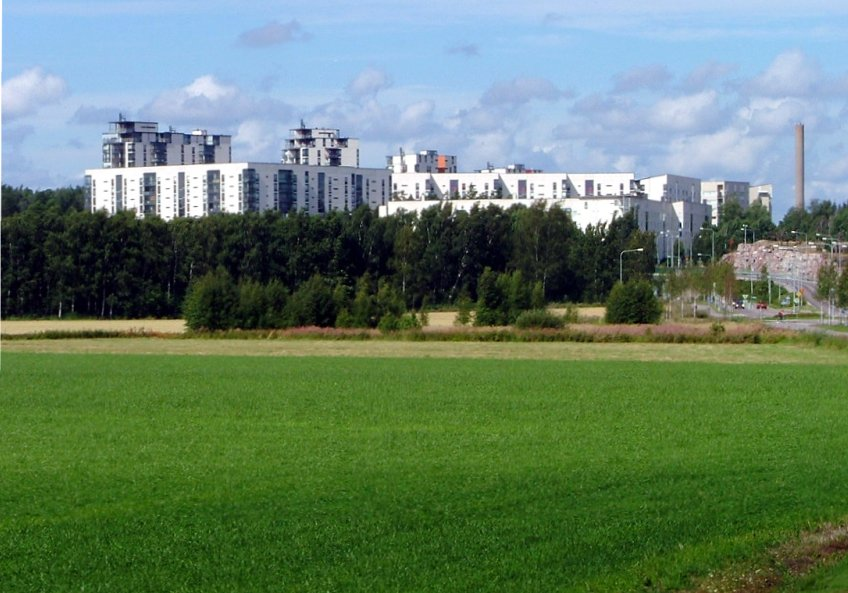
Höghus i Viksbacka sedda från ängarna i Vik